# Jurij Rudov
Jurij Vasil'evič Rudov (in russo Юрий Васильевич Рудов?; Taganrog, 17 gennaio 1931 – Mosca, 26 marzo 2013) è stato uno schermidore sovietico, vincitore di una medaglia d'oro nella scherma ai giochi olimpici.